# Gay Brewer
Gay Robert Brewer Jr. (* 19. März 1932; † 31. August 2007) war ein US-amerikanischer Profigolfer, der zwischen 1956 und 2001 auf der PGA Tour spielte. Er gewann das Masters im Jahr 1967.

## Karriere
Brewer wurde am 19. März 1932 in Middletown, Ohio geboren. Er wurde 1956 Golfprofi und gewann 1965 die Hawaiian Open. 1966 platzierte er sich nach einem Stechen gegen Jack Nicklaus auf dem dritten Platz beim Masters. 1967 gewann er das Masters. Er bezeichnete dies als „den größten Kick, den er je beim Golf hatte.“ Im Jahr 1984 wechselte er auf die Senioren-Tour und gewann 1995 das Mastercard Championship. In den 80er und 90er Jahren wurde er, aufgrund seines Vornamens und seines stellenweise merkwürdigen Kleidungsstils und Erscheinungsbildes, das Opfer homophober Attacken, da sein Name übersetzt „Schwuler Brauereibesitzer“ heißt. Das ändert jedoch nichts daran, dass Brewer ein sonniges Gemüt hatte und einfach über diesen Dingen stand. Außerdem hatte bereits sein Vater Gay Brewer Senior so geheißen. Brewer war ausgesprochen hilfsbereit und korrigierte unter anderem Fred Couples Grifftechnik Anfang der 90er, woraufhin dieser ebenso das Masters gewann. 
Brewer starb im Jahr 2007 in Lexington, Kentucky an Lungenkrebs.